# Distancia de Chebyshov
|       |       |       |       |       |       |       |       |       |  |
|       | a8 x5 | b8 x4 | c8 x3 | d8 x2 | e8 x2 | f8 x2 | g8 x2 | h8 x2 |  |
| a7 x5 | b7 x4 | c7 x3 | d7 x2 | e7 x1 | f7 x1 | g7 x1 | h7 x2 |       |  |
| a6 x5 | b6 x4 | c6 x3 | d6 x2 | e6 x1 | f6 kl | g6 x1 | h6 x2 |       |  |
| a5 x5 | b5 x4 | c5 x3 | d5 x2 | e5 x1 | f5 x1 | g5 x1 | h5 x2 |       |  |
| a4 x5 | b4 x4 | c4 x3 | d4 x2 | e4 x2 | f4 x2 | g4 x2 | h4 x2 |       |  |
| a3 x5 | b3 x4 | c3 x3 | d3 x3 | e3 x3 | f3 x3 | g3 x3 | h3 x3 |       |  |
| a2 x5 | b2 x4 | c2 x4 | d2 x4 | e2 x4 | f2 x4 | g2 x4 | h2 x4 |       |  |
| a1 x5 | b1 x5 | c1 x5 | d1 x5 | e1 x5 | f1 x5 | g1 x5 | h1 x5 |       |  |
|       |       |       |       |       |       |       |       |       |  |

En matemáticas, la distancia de Chebyshov (o métrica máxima, o métrica L∞) es una métrica definida en un espacio vectorial donde la distancia entre dos puntos (representados por sus vectores) es la mayor de sus diferencias a lo largo de cualquiera de sus dimensiones coordenadas. Debe su nombre al matemático ruso Pafnuti Chebyshov.
También es conocida como distancia del tablero de ajedrez, porque coincide con el número mínimo de movimientos que necesita el rey para ir de una casilla a otra (este caso se corresponde a un sistema de dos coordenadas espaciales, entre los centros de las casillas, y con los ejes alineados con los bordes del tablero). Por ejemplo, la distancia de Chebyshov entre los escaques f6 y e2 es igual a 4.

## Definición
La distancia de Chebyshov entre dos vectores o puntos p y q, de coordenadas normales {\displaystyle p_{i}} y {\displaystyle q_{i}}, respectivamente, es:
{\displaystyle D_{\rm {Chebyshov}}(p,q):=\max _{i}(|p_{i}-q_{i}|).\ }
Esto equivale al límite del espacio métrico Lp:
{\displaystyle \lim _{k\to \infty }{\bigg (}\sum _{i=1}^{n}\left|p_{i}-q_{i}\right|^{k}{\bigg )}^{1/k},}
Por ello es también conocido como  L∞ métrico.
Matemáticamente, la distancia de Chebyshov es una métrica inducida por una norma suprema o norma uniforme. Es un ejemplo de una métrica inyectiva.
En dos dimensiones, por ejemplo, en la geometría plana, si los puntos p y q tienen coordenadas cartesianas {\displaystyle (x_{1},y_{1})} y {\displaystyle (x_{2},y_{2})}, su distancia de Chebyshov es:
{\displaystyle D_{\rm {Chev}}=\max \left(\left|x_{2}-x_{1}\right|,\left|y_{2}-y_{1}\right|\right).}
Bajo esta métrica, un circunferencia de radio r, es el conjunto  de puntos con distancia de Chebyshov r respecto a un punto central, y coincide con un cuadrado cuyos lados tienen longitud 2r y son paralelos a los ejes de coordenadas.
En un tablero de ajedrez, donde se utiliza una distancia de Chebyshov discreta en vez de continua, el círculo de radio r es un cuadrado de lado 2r, conteniendo únicamente los centros de las casillas. Cada lado contiene 2r+1 puntos; por ejemplo, el círculo de radio 1 en un tablero de ajedrez es un cuadrado de 3×3.

## Propiedades
En un espacio unidimensional, toda métrica Lp es igual, y coincide con el valor absoluto de la diferencia de sus coordenadas.
En el caso de la distancia de Manhattan bidimensional, los círculos también tienen forma de cuadrado, con lados de longitud {\displaystyle {\sqrt {2}}} {\displaystyle r}, y orientado en un ángulo de π/4 (45°) respecto a los ejes de coordenadas. En consecuencia, la distancia de Chebyshov en el plano puede considerarse equivalente mediante rotación y escala a la distancia de Manhattan planar.
Aun así, esta equivalencia entre las métricas L1 y L∞ no se generaliza a dimensiones más altas. Una esfera formada utilizando la distancia de Chebyshov como métrica es un cubo con cada cara perpendicular a cada uno de los ejes de coordenadas, pero una esfera formada con la distancia de Manhattan es un octaedro: estos dos poliedros son duales, pero entre los cubos, sólo el cuadrado y el segmento de línea unidimensional son politopos autoduales.
La distancia de Chebyshov es a veces utilizada en logística de almacenes, para medir el tiempo efectivo que una grúa puente necesita para desplazar un objeto cuando la grúa puede moverse en los ejes x e y al mismo tiempo y con la misma velocidad a lo largo de cada eje.
En una rejilla regular (como un tablero de ajedrez), los puntos a distancia de Chebyshov de valor 1 respecto a un punto dado, son el "vecindario de Moore" de aquel punto.